# Aleja Wyzwolenia w Warszawie
Aleja Wyzwolenia – ulica w śródmieściu Warszawy. Łączy dwa place: Na Rozdrożu i Zbawiciela.

## Opis
Ulica stanowi historycznie część ulicy Nowowiejskiej, ukształtowanej jako fragment Osi Stanisławowskiej, założenia urbanistycznego z II poł. XVIII wieku. Ulica, nazywana pierwotnie Drogą Królewską, biegła od Zamku Ujazdowskiego do wsi Wielka Wola. Przed 1875 po południowej stronie ulicy wybudowano koszary dla rosyjskiego Litewskiego Pułk Lejbgwardii.
W grudniu 1933 ulicy nadano nazwę al. 6 Sierpnia. Upamiętniała ona wymarsz w 1914 Pierwszej Kompanii Kadrowej.
Podczas II wojny światowej zabudowa tego odcinka ulicy została niemal kompletnie zniszczona. Wzdłuż przemianowanej uchwałą Rady Narodowej m.st. Warszawy z dnia 17 stycznia 1946 na aleję Wyzwolenia ulicy powstało nowe założenie, wykorzystujące historyczną oś stanisławowską. Według projektu Eleonory Sekreckiej powstało w latach 1949–1955 osiedle mieszkaniowe MDM Latawiec, pochodzącej od jego kształtu widzianego z lotu ptaka, z szerokimi pasami zieleni pomiędzy jezdnią a budynkami. Od alei wyprowadzone są cztery ulice, tworzące razem całość założenia z położonymi na tyłach głównych budynków szkołami i przedszkolami. 
Ostateczne zamknięcie kształtu alei Wyzwolenia nastąpiło wraz z budową Trasy Łazienkowskiej, kiedy od strony przebudowanego na złożony węzeł drogowy placu Na Rozdrożu wzniesiono dwa budynki mieszkalne.
Aleja, mimo przekształceń urbanistycznych, zachowała układ i charakter fragmentu osiemnastowiecznej osi stanisławowskiej – jej oś wskazuje Zamek Ujazdowski, zaś w kierunku zachodnim widoczna jest daleka perspektywa ulicy Nowowiejskiej, zamknięta dopiero terenem odległej Stacji Filtrów.

## Ważniejsze obiekty
- Wydawnictwo Iskry (nr 18)